# Museum für Naturkunde (Gera)

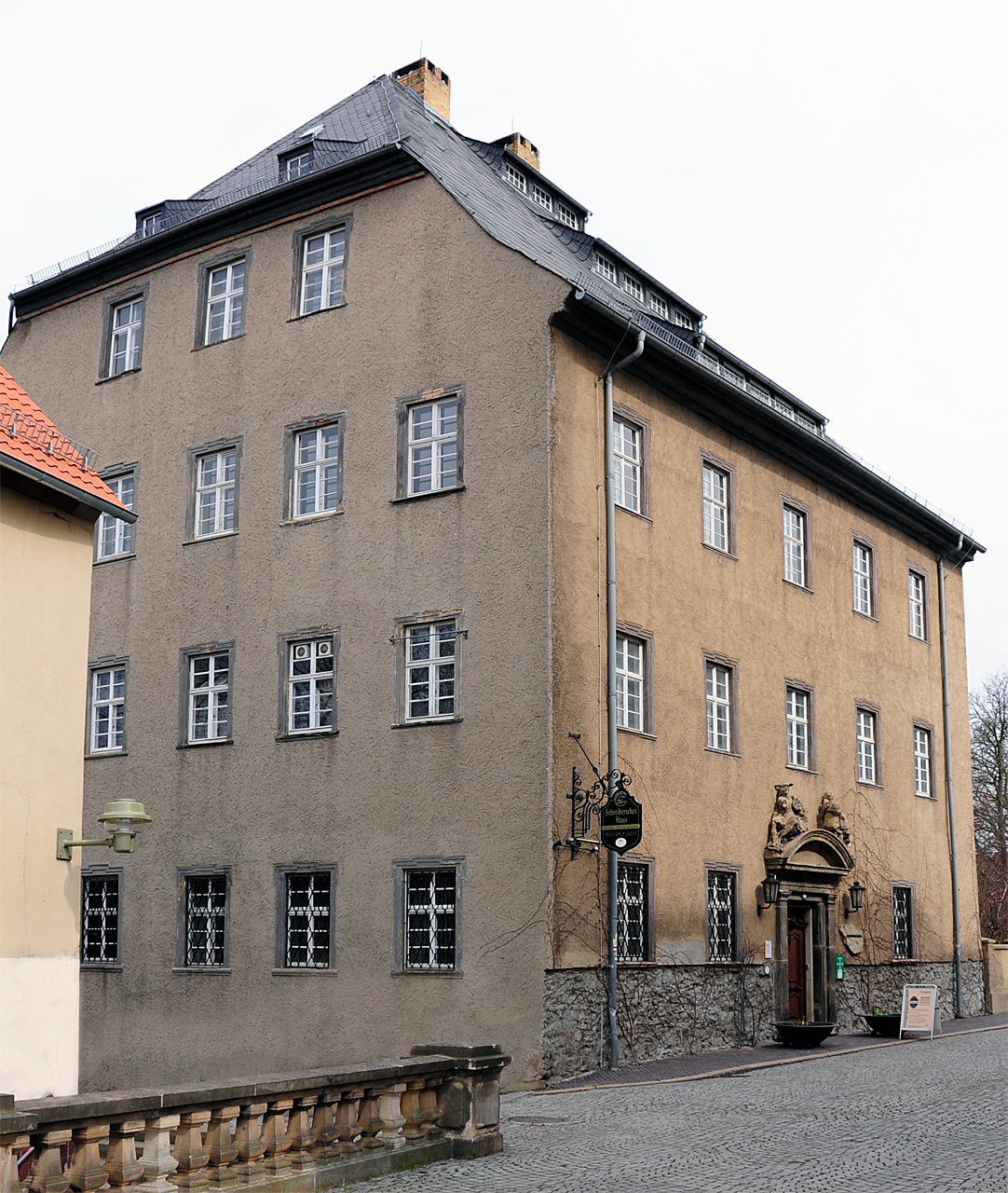
Das Museum für Naturkunde, 2009

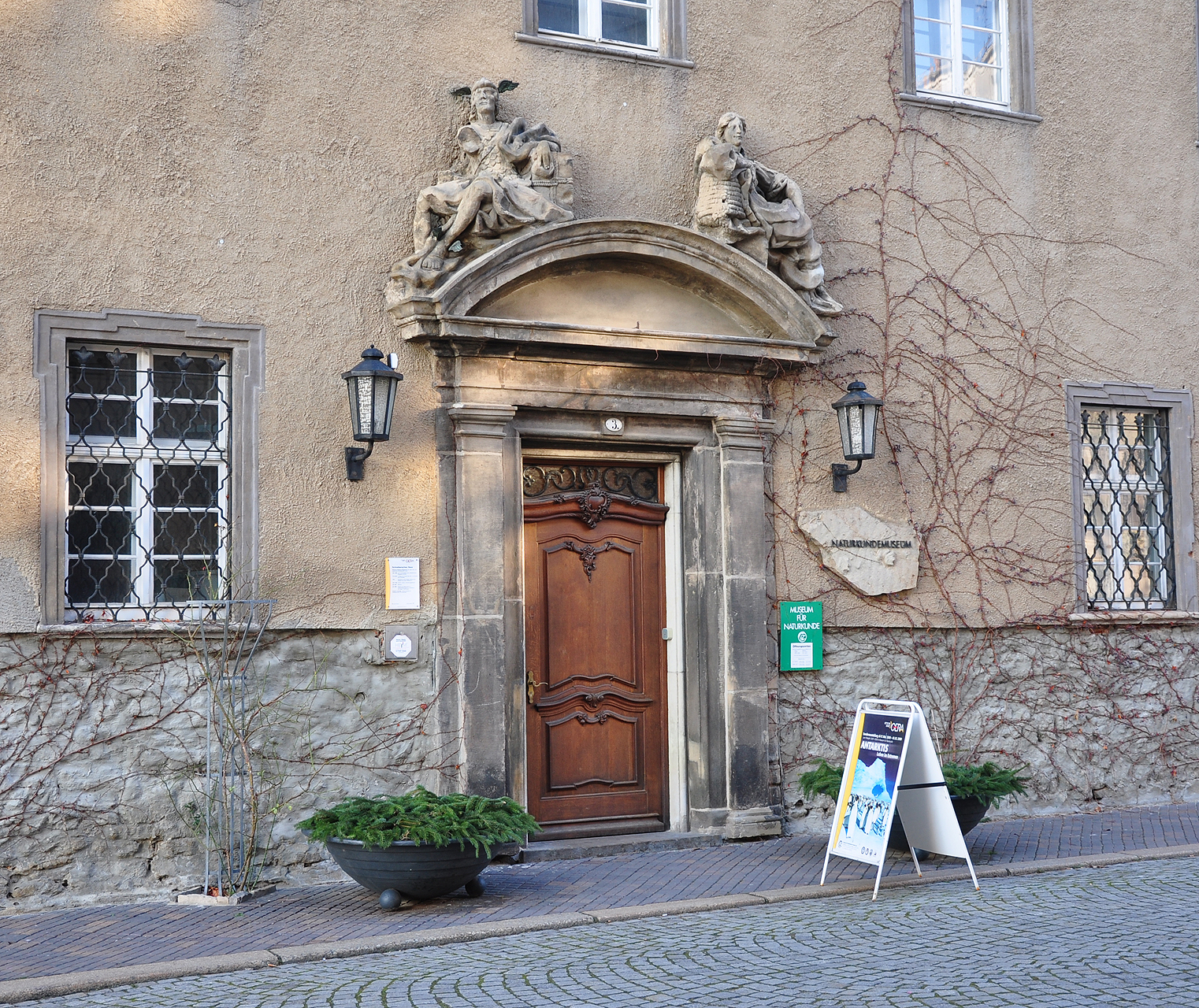
Eingang zum Museum für Naturkunde im Schreiberschen Haus

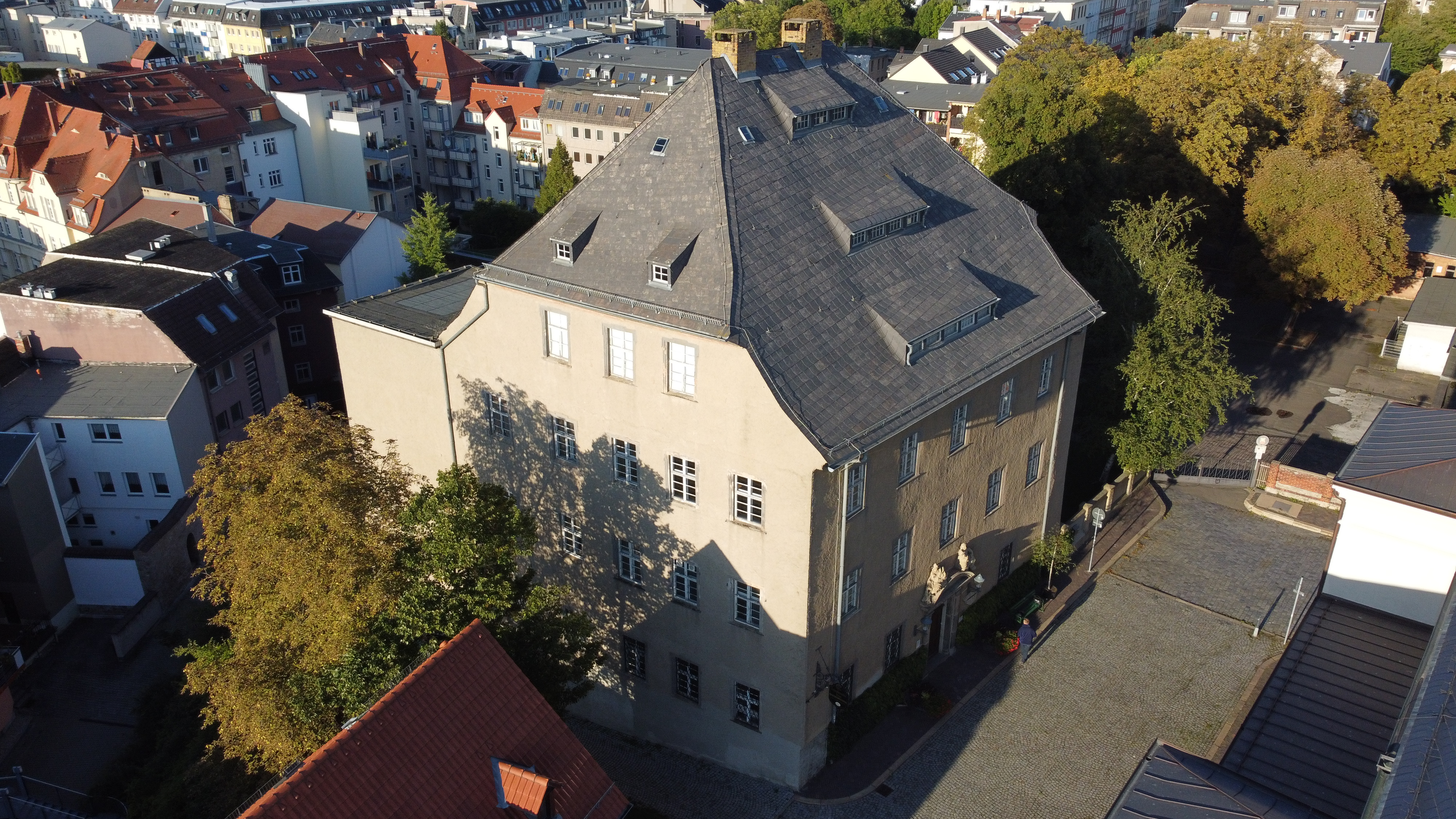
Das Schreibersche Haus aus der Luft, 2022

Das Museum für Naturkunde in Gera ist eines von vier städtischen Museen der Stadt. Es befindet sich im Schreiberschen Haus auf dem Nicolaiberg in der östlichen Altstadt, unmittelbar neben der Salvatorkirche.

## Baugeschichte
An der Stelle des heutigen Schreiberschen Hauses stand ein Burggut und Freihaus, das im März 1686 durch einen Stadtbrand, bei welchem rund zwei Drittel Geras vernichtet wurden, weitestgehend zerstört wurde. Auf den Grundmauern wurde in den Jahren 1686 bis 1688 das heutige Gebäude errichtet. 1689 erwarb Kauf- und Handelsherr Gottfried Perner aus Merseburg das Schreibersche Haus. 1716 gehörte es dem Kaufmann Johann Georg Schreiber. Von dessen Familie, die es bis 1847 bewohnte, erhielt das Schreibersche Haus seinen Namen. Bekannt wurde es vor allem dadurch, dass es als einziges erwähnenswertes Gebäude innerhalb der damaligen Stadtmauern den Geraer Stadtbrand vom 18. September 1780 überstand. Nach 1847 war es im Besitz der Stadt und wurde dort anschließend kurze Zeit als Stadtgericht, später als Schule genutzt. Seit 1947 wird es als Museum genutzt, seit 1950 war es der Öffentlichkeit zugänglich. Zunächst war es das Ausweichquartier für die Ausstellungsgegenstände des kriegszerstörten Städtischen Museums. Nach dessen Wiedereinrichtung in den Jahren 1951 bis 1956 kehrten stadt- und kulturgeschichtliches Sammlungsgut wieder dorthin zurück. Danach wurde das Schreibersche Haus als Naturwissenschaftliches Museum und als Naturkundliches Museum gestaltet. Nach einer neunjährigen Schließung wurde schließlich 1984 das Museum für Naturkunde wiedereröffnet. Seitdem beherbergt das Museum für Naturkunde verschiedene Dauerausstellungen, so zum Beispiel „Die Minerale Ostthüringens“ und „Das Einmaleins der Minerale“ oder auch wechselnde Sonderausstellungen.

## Museale Nutzung
Als Naturkundemuseum beschäftigt sich das Museum vorwiegend mit den Lebewesen sowie der Geologie von Gera und der Region. Es werden von den geologischen Grundlagen bis hin zur Pflanzen- und Tierwelt die Naturräume Ostthüringens vorgestellt. Auch diverse geschützte Tierarten werden zur Betrachtung ausgestellt. Weiterhin lassen sich sowohl Minerale aus der geografischen Nähe als auch aus aller Welt betrachten.
Die Besucherzahl betrug 14.935 im Jahr 2006, 17.982 im Jahr 2007 und 16.075 im Jahr 2008.
Zum Naturkundemuseum gehören auch der „Höhler Nr. 188“ unterhalb des Schreiberschen Hauses, in dem Mineralien ausgestellt werden, und der Botanische Garten Gera in der Nicolaistraße.